# Старожилка
Старожилка — опустевшая деревня в Рамешковском районе Тверской области.

## География
Находится в восточной части Тверской области на расстоянии приблизительно 16 км по прямой на север от районного центра поселка Рамешки.

## История
Известна была с 1887 года, когда здесь было 9 дворов. В советское время работали колхозы «Боевик», «Новь», совхоз «Горский», подсобные хозяйства Калининского вагоностроительного и Подольского машиностроительного заводов. В 2001 году в деревне оставался 1 дом постоянных жителей и 7 — собственность наследников и дачников. До 2021 входила в сельское поселение Некрасово Рамешковского района до их упразднения.

## Население
Численность населения: 72 человека (1887), 69 (1936), 4 (1989), 0 как в 2002 году, так и в 2010.